# Mauricio Cheda González
Mauricio Cheda González (nacido el 10 de enero de 1990, Ciudad Júarez, México) es un baloncestista profesional mexicano. Se desempeña en la posición de alero.
- Datos: Q30916459